# Seznam vrcholů v Levočských vrších

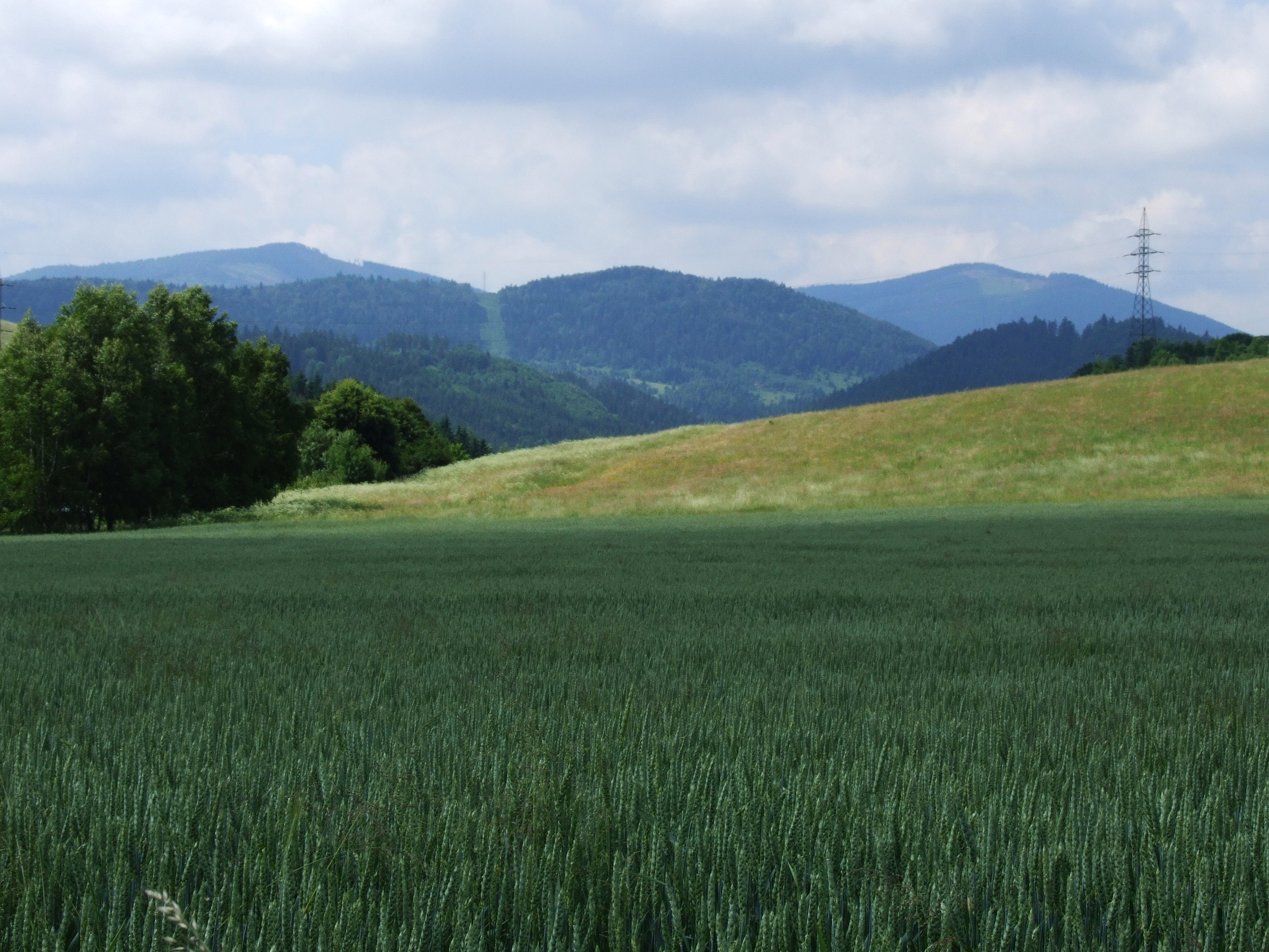
Levočské vrchy

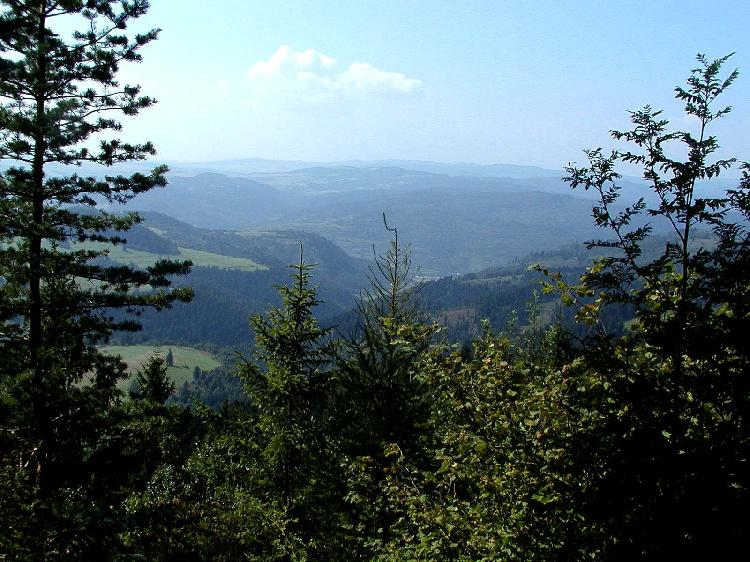
Levočské vrchy

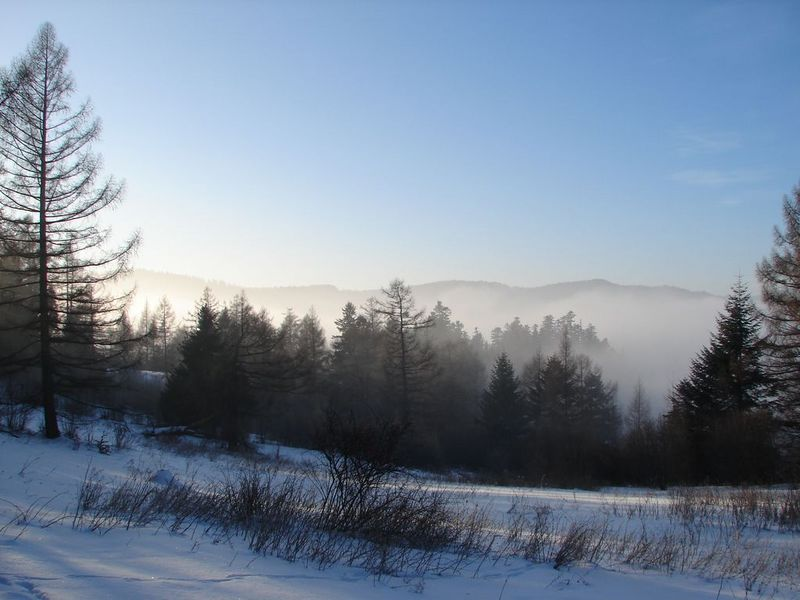
Levočské vrchy

Seznam vrcholů v Levočských vrších zahrnuje pojmenované vrcholy s nadmořskou výškou nad 1000 m. K sestavení seznamu bylo použito map dostupných na stránkách hiking.sk. Jako hranice pohoří byla uvažována hranice stejnojmenného geomorfologického celku.

## Seznam vrcholů
| #   | Vrchol        | Výška (m) | Souřadnice                       | Podcelek           | Přístup                   |
| --- | ------------- | --------- | -------------------------------- | ------------------ | ------------------------- |
| 1.  | Čierna hora   | 1289      | 49°11′35″ s. š., 20°37′27″ v. d. | Levočská vysočina  | neznačeno                 |
| 2.  | Siminy        | 1287      | 49°12′14″ s. š., 20°43′39″ v. d. | Levočská vysočina  | neznačeno                 |
| 3.  | Ihla          | 1282      | 49°11′17″ s. š., 20°36′18″ v. d. | Levočská vysočina  | neznačeno                 |
| 4.  | Kuligura      | 1250      | 49°11′26″ s. š., 20°44′38″ v. d. | Levočská vysočina  | neznačeno                 |
| 5.  | Repisko       | 1250      | 49°13′09″ s. š., 20°39′03″ v. d. | Levočská vysočina  | neznačeno                 |
| 6.  | Zámčisko      | 1236      | 49°10′42″ s. š., 20°42′52″ v. d. | Levočská vysočina  | neznačeno                 |
| 7.  | Škapová       | 1231      | 49°08′18″ s. š., 20°39′50″ v. d. | Levočská vysočina  | neznačeno                 |
| 8.  | Kopa          | 1230      | 49°12′08″ s. š., 20°45′15″ v. d. | Levočská vysočina  | neznačeno                 |
| 9.  | Javorina      | 1224      | 49°07′30″ s. š., 20°36′59″ v. d. | Levočská vysočina  | neznačeno                 |
| 10. | Čiernohuzec   | 1216      | 49°09′55″ s. š., 20°41′59″ v. d. | Levočská vysočina  | neznačeno                 |
| 11. | Derežová      | 1213      | 49°09′38″ s. š., 20°37′49″ v. d. | Levočská vysočina  | neznačeno                 |
| 12. | Javor         | 1206      | 49°09′00″ s. š., 20°38′44″ v. d. | Levočská vysočina  | neznačeno                 |
| 13. | Zelený vrch   | 1198      | 49°09′20″ s. š., 20°38′16″ v. d. | Levočská vysočina  | červená turistická značka |
| 14. | Čierna kopa   | 1180      | 49°11′08″ s. š., 20°46′34″ v. d. | Levočská vysočina  | neznačeno                 |
| 15. | Jankovec      | 1169      | 49°09′37″ s. š., 20°39′21″ v. d. | Levočská vysočina  | neznačeno                 |
| 16. | Javorinka     | 1166      | 49°14′03″ s. š., 20°39′41″ v. d. | Levočská vysočina  | neznačeno                 |
| 17. | Javoríčka     | 1164      | 49°07′06″ s. š., 20°38′14″ v. d. | Levočská vysočina  | neznačeno                 |
| 18. | Piesočný vrch | 1155      | 49°10′10″ s. š., 20°40′12″ v. d. | Levočská vysočina  | neznačeno                 |
| 19. | Javorinka     | 1154      | 49°06′47″ s. š., 20°37′04″ v. d. | Levočská vysočina  | neznačeno                 |
| 20. | Šípková hora  | 1149      | 49°11′26″ s. š., 20°39′08″ v. d. | Levočská vysočina  | neznačeno                 |
| 21. | Banisko       | 1143      | 49°12′17″ s. š., 20°38′16″ v. d. | Levočská vysočina  | neznačeno                 |
| 22. | Čistý diel    | 1132      | 49°08′43″ s. š., 20°40′36″ v. d. | Levočská vysočina  | neznačeno                 |
| 23. | Obšar         | 1105      | 49°06′49″ s. š., 20°40′50″ v. d. | Levočská vysočina  | neznačeno                 |
| 24. | Uhlisko       | 1103      | 49°07′05″ s. š., 20°39′33″ v. d. | Levočská vysočina  | neznačeno                 |
| 25. | Chmelov       | 1093      | 49°09′23″ s. š., 20°42′35″ v. d. | Levočská vysočina  | neznačeno                 |
| 26. | Čierna hora   | 1090      | 49°09′50″ s. š., 20°48′15″ v. d. | Levočská vysočina  | neznačeno                 |
| 27. | Holý vrch     | 1088      | 49°06′41″ s. š., 20°35′36″ v. d. | Levočská vysočina  | neznačeno                 |
| 28. | Široký vrch   | 1084      | 49°10′53″ s. š., 20°38′30″ v. d. | Levočská vysočina  | neznačeno                 |
| 29. | Zelený vrch   | 1081      | 49°10′04″ s. š., 20°38′43″ v. d. | Levočská vysočina  | neznačeno                 |
| 30. | Krížový vrch  | 1080      | 49°05′44″ s. š., 20°33′43″ v. d. | Levočská vysočina  | neznačeno                 |
| 31. | Javorinka     | 1074      | 49°07′57″ s. š., 20°45′13″ v. d. | Levočská vysočina  | neznačeno                 |
| 32. | Magurič       | 1064      | 49°11′33″ s. š., 20°41′43″ v. d. | Levočská vysočina  | neznačeno                 |
| 33. | Predné hory   | 1062      | 49°14′43″ s. š., 20°38′42″ v. d. | Levočská vysočina  | neznačeno                 |
| 34. | Kýčery        | 1060      | 49°13′14″ s. š., 20°41′46″ v. d. | Levočská vysočina  | neznačeno                 |
| 35. | Rysová        | 1058      | 49°12′48″ s. š., 20°35′56″ v. d. | Levočská vrchovina | červená turistická značka |
| 36. | Spišská       | 1056      | 49°06′23″ s. š., 20°45′44″ v. d. | Levočská vysočina  | neznačeno                 |
| 37. | Brinky        | 1054      | 49°05′59″ s. š., 20°38′21″ v. d. | Levočská vysočina  | neznačeno                 |
| 38. | Na Bielkách   | 1052      | 49°07′27″ s. š., 20°42′19″ v. d. | Levočská vysočina  | neznačeno                 |
| 39. | Gehuľa        | 1050      | 49°06′07″ s. š., 20°34′50″ v. d. | Levočská vysočina  | červená turistická značka |
| 40. | Lieskovec     | 1034      | 49°07′43″ s. š., 20°33′35″ v. d. | Levočská vysočina  | neznačeno                 |
| 41. | Ostrý vrch    | 1022      | 49°07′08″ s. š., 20°45′24″ v. d. | Levočská vysočina  | neznačeno                 |
| 42. | Sihla         | 1019      | 49°15′09″ s. š., 20°38′45″ v. d. | Levočská vysočina  | neznačeno                 |
| 43. | Rusniačik     | 1005      | 49°06′21″ s. š., 20°32′43″ v. d. | Levočská vysočina  | neznačeno                 |